# 奈良市立済美南小学校
奈良市立済美南小学校（ならしりつ せいびみなみしょうがっこう）は、奈良県奈良市南京終町にある公立小学校。

## 沿革
- 1982年（昭和57年）4月1日 - 開校。

## 通学区域
- 肘塚町の一部（ＪＲ桜井線以西）、桂木町、神殿町の一部、南京終町の一部（ＪＲ桜井線以南）、南京終町二丁目、南京終町三丁目、南京終町四丁目、南京終町五丁目、南京終町六丁目、南京終町七丁目[1]

※卒業後は基本的に奈良市立春日中学校に進学する。

## 通学区域が隣接している学校
- 奈良市立大安寺小学校
- 奈良市立済美小学校
- 奈良市立明治小学校
- 奈良市立辰市小学校